# 張正堉
張正堉，直隸省天津府南皮縣人，清朝政治人物。
光緒五年（1879年）己卯科順天鄉試第一名舉人（解元）。光緒六年（1880年），参加庚辰科殿試，登進士二甲第87名。同年五月，著分部學習。

### 書目
- （清）法式善等，《清秘述聞三種》，中華書局，清代史料筆記叢刊，ISBN：ISBN 7101017428。